# Szymon Walków
Szymon Walków (ur. 22 września 1995 we Wrocławiu) – polski tenisista, reprezentant w Pucharze Davisa, wielokrotny medalista mistrzostw Polski.

## Kariera tenisowa
W rozgrywkach cyklu ATP Tour Polak osiągnął jeden finał zawodów w grze podwójnej.
Wygrał siedem turniejów cyklu ATP Challenger Tour w grze podwójnej oraz jeden turniej w grze pojedynczej i dwanaście turniejów w grze podwójnej cyklu ITF Men’s World Tennis Tour.
W rankingu gry pojedynczej najwyżej był na 818. miejscu (3 grudnia 2018), a w klasyfikacji gry podwójnej na 86. pozycji (13 czerwca 2022).

### Historia występów wielkoszlemowych
Legenda
     W, wygrany turniej
     F, przegrana w finale
     SF, przegrana w półfinale
     QF, przegrana w ćwierćfinale
     xR, przegrana w x rundzie
     A, brak startu
     NH, turniej nie odbył się

#### Występy w grze podwójnej
| Australian Open        | A   | A   | A  | 0 / 0 | 0 – 0 |  |  |  |  |  |  |  |  |  |  |  |  |  |  |  |  |  |  |  |  |  |  |
| French Open            | A   | 1R  | 1R | 0 / 2 | 0 – 2 |  |  |  |  |  |  |  |  |  |  |  |  |  |  |  |  |  |  |  |  |  |  |
| Wimbledon              | NH  | A   | 2R | 0 / 1 | 1 – 1 |  |  |  |  |  |  |  |  |  |  |  |  |  |  |  |  |  |  |  |  |  |  |
| US Open                | A   | 2R  |    | 0 / 1 | 1 – 1 |  |  |  |  |  |  |  |  |  |  |  |  |  |  |  |  |  |  |  |  |  |  |
|                        |     |     |    |       |       |  |  |  |  |  |  |  |  |  |  |  |  |  |  |  |  |  |  |  |  |  |  |
| Ranking na koniec roku | 141 | 114 |    | 0 / 4 | 2 – 4 |  |  |  |  |  |  |  |  |  |  |  |  |  |  |  |  |  |  |  |  |  |  |

### Finały w turniejach ATP Tour
| Legenda                                      |
| -------------------------------------------- |
| Wielki Szlem                                 |
| Igrzyska olimpijskie                         |
| Tennis Masters Cup / ATP Finals              |
| ATP Masters Series / ATP Tour Masters 1000   |
| ATP International Series Gold / ATP Tour 500 |
| ATP International Series / ATP Tour 250      |

#### Gra podwójna (0–1)
| Końcowy wynik | Nr | Data          | Turniej | Nawierzchnia | Partner       | Przeciwnicy                         | Wynik finału |
| ------------- | -- | ------------- | ------- | ------------ | ------------- | ----------------------------------- | ------------ |
| Finalista     | 1. | 25 lipca 2021 | Gstaad  | Ceglana      | Jan Zieliński | Marc-Andrea Hüsler Dominic Stricker | 1:6, 6:7(7)  |

### Zwycięstwa w turniejach ATP Challenger Tour w grze podwójnej
| Końcowy wynik | Nr | Data                 | Turniej   | Nawierzchnia  | Partner                  | Przeciwnicy                      | Wynik finału       |
| ------------- | -- | -------------------- | --------- | ------------- | ------------------------ | -------------------------------- | ------------------ |
| Zwycięzca     | 1. | 9 czerwca 2018       | Poznań    | Ceglana       | Mateusz Kowalczyk        | Attila Balázs Andrea Vavassori   | 7:5, 6:7(8), 10–8  |
| Zwycięzca     | 2. | 5 sierpnia 2018      | Gdynia    | Ceglana       | Mateusz Kowalczyk        | Ruben Gonzales Nathaniel Lammons | 7:6(6), 6:3        |
| Zwycięzca     | 3. | 24 listopada 2018    | Andria    | Twarda (hala) | Karol Drzewiecki         | Marc-Andrea Hüsler David Pel     | 7:6(10), 2:6, 11–9 |
| Zwycięzca     | 4. | 3 października 2020  | Biella    | Ceglana       | Harri Heliövaara         | Lloyd Glasspool Alex Lawson      | 7:5, 6:3           |
| Zwycięzca     | 5. | 10 października 2020 | Barcelona | Ceglana       | Tristan-Samuel Weissborn | Harri Heliövaara Alex Lawson     | 6:1, 4:6, 10–8     |
| Zwycięzca     | 6. | 17 kwietnia 2021     | Split     | Ceglana       | Jan Zieliński            | Grégoire Barrère Albano Olivetti | 6:2, 7:5           |
| Zwycięzca     | 7. | 10 lipca 2021        | Brunszwik | Ceglana       | Jan Zieliński            | Ivan Sabanov Matej Sabanov       | 6:4, 4:6, 10–4     |